# Шектер, Ян
Ян Шектер (африк. Ian Scheckter, 22 августа 1947 года, Ист-Лондон) — южноафриканский автогонщик, участник чемпионата мира по автогонкам в классе Формула-1. Старший брат чемпиона мира Формулы-1 1979 года Джоди Шектера и дядя гонщика серии IRL Томаса Шектера.

## Биография
В 1972 году выиграл чемпионат ЮАР по автогонкам Формулы-Форд, в 1974 году дебютировал в чемпионате мира «Формулы-1» на домашнем Гран-при в Кьялами, где финишировал на 13 месте с отставанием в два круга от победителя. В 1975 году выиграл южноафриканское первенство «Формулы-1», опередив по итогам сезона пятикратного победителя этой серии Дэйва Чарлтона, а также стал чемпионом южноафриканской «Формулы-Атлантик» и трижды стартовал в чемпионате мира «Формулы-1». В 1976 году вновь стал чемпионом «Формулы-Атлантик». В 1977 году провёл неудачный сезон в чемпионате мира «Формулы-1», выступая за команду «Марч», лишь дважды добирался в гонках до финиша и очков не набрал. После возвращения в местные автогонки в ЮАР ещё дважды выигрывал чемпионат «Формулы-Атлантик», в 1983-1984 годах становился чемпионом «Формулы-Южная Африка».

## Результаты гонок в Формуле-1
| Легенда к таблице |                                                                    |
| --- | ------------------------------------------------------------------ |
| В таблице перечислены результаты всех Гран-при Формулы-1, в которых принимал участие гонщик. Строками таблицы являются сезоны, столбцами — этапы чемпионата мира. В каждой клетке указаны сокращённое название этапа и результат, дополнительно обозначенный цветом. Расшифровка обозначений и цветов представлена в нижеследующей таблице. |                                                                    |
| \| Пример \| Описание \| \| ------------ \| ------------------------------------------------------------------ \| \| 1 \| Победитель \| \| 2 \| Второе место \| \| 3 \| Третье место \| \| 5 \| Финишировал, заработав очки \| \| Сход \| Не финишировал, но при этом заработал очки \| \| 12 \| Финишировал, не получив очков \| \| НКЛ \| Финишировал, но не попал в финальную классификацию \| \| 15 \| Участвовал вне зачёта, либо по отдельной классификации \| \| 18 \| Не финишировал, но попал в финальную классификацию \| \| Сход \| Не финишировал \| \| НКВ \| Не прошёл квалификацию \| \| НПКВ \| Не прошёл предквалификацию \| \| ДСК \| Дисквалифицирован \| \| ИСК \| Исключён из протокола соревнований \| \| ТТ \| Заявлен для участия только в тренировках \| \| НС \| Участвовал в квалификации, но не стартовал в гонке \| \| Т \| Травмирован или болен \| \| ОТК \| Отказ от участия \| \| НТР \| Прибыл на соревнования, но на трассу не выезжал \| \| НПР \| Был заявлен в числе участников, но не прибыл к началу соревнований \| \| О \| Соревнования отменены \| \| \| Не участвовал \| \| Поул-позиция \| \| \| Быстрый круг \| \| |                                                                    |
| Пример | Описание                                                           |
| 1 | Победитель                                                         |
| 2 | Второе место                                                       |
| 3 | Третье место                                                       |
| 5 | Финишировал, заработав очки                                        |
| Сход | Не финишировал, но при этом заработал очки                         |
| 12 | Финишировал, не получив очков                                      |
| НКЛ | Финишировал, но не попал в финальную классификацию                 |
| 15 | Участвовал вне зачёта, либо по отдельной классификации             |
| 18 | Не финишировал, но попал в финальную классификацию                 |
| Сход | Не финишировал                                                     |
| НКВ | Не прошёл квалификацию                                             |
| НПКВ | Не прошёл предквалификацию                                         |
| ДСК | Дисквалифицирован                                                  |
| ИСК | Исключён из протокола соревнований                                 |
| ТТ | Заявлен для участия только в тренировках                           |
| НС | Участвовал в квалификации, но не стартовал в гонке                 |
| Т | Травмирован или болен                                              |
| ОТК | Отказ от участия                                                   |
| НТР | Прибыл на соревнования, но на трассу не выезжал                    |
| НПР | Был заявлен в числе участников, но не прибыл к началу соревнований |
| О | Соревнования отменены                                              |
| | Не участвовал                                                      |
| Поул-позиция |                                                                    |
| Быстрый круг |                                                                    |

| Год  | Команда          | Шасси         | Двигатель | 1        | 2        | 3        | 4   | 5      | 6       | 7        | 8        | 9       | 10       | 11       | 12       | 13     | 14       | 15       | 16       | 17  | Место | Очки |
| ---- | ---------------- | ------------- | --------- | -------- | -------- | -------- | --- | ------ | ------- | -------- | -------- | ------- | -------- | -------- | -------- | ------ | -------- | -------- | -------- | --- | ----- | ---- |
| 1974 | Team Gunston     | Lotus 72E     | Косворт   | АРГ      | БРА      | ЮАР 13   | ИСП | БЕЛ    | МОН     | ШВЕ      | НИД      | ФРА     | ВЕЛ      | ГЕР      |          |        |          |          |          |     | -     | 0    |
| 1974 | Hesketh          | Hesketh 308   | Косворт   |          |          |          |     |        |         |          |          |         |          |          | АВТ НКВ  | ИТА    | КАН      | США      |          |     | -     | 0    |
| 1975 | Lexington Racing | Tyrrell 007   | Косворт   | АРГ      | БРА      | ЮАР Сход | ИСП | МОН    | БЕЛ     |          |          |         |          |          |          |        |          |          |          |     | -     | 0    |
| 1975 | Вильямс          | Williams FW04 | Косворт   |          |          |          |     |        |         | ШВЕ Сход |          |         |          |          |          |        |          |          |          |     | -     | 0    |
| 1975 | Вильямс          | Williams FW03 | Косворт   |          |          |          |     |        |         |          | НИД 12   | ФРА     | ВЕЛ      | ГЕР      | АВТ      | ИТА    | США      |          |          |     | -     | 0    |
| 1976 | Lexington Racing | Tyrrell 007   | Косворт   | БРА      | ЮАР Сход | СШЗ      | ИСП | БЕЛ    | МОН     | ШВЕ      | ФРА      | ВЕЛ     | ГЕР      | АВТ      | НИД      | ИТА    | КАН      | США      | ЯПО      |     | -     | 0    |
| 1977 | Марч             | March 761B    | Косворт   | АРГ Сход | БРА Сход | ЮАР      | СШЗ | ИСП 11 | МОН НКВ | БЕЛ Сход | ШВЕ Сход | ФРА НКЛ | ВЕЛ Сход | ГЕР Сход | АВТ Сход |        |          |          |          |     | -     | 0    |
| 1977 | Марч             | March 771     | Косворт   |          |          |          |     |        |         |          |          |         |          |          |          | НИД 10 | ИТА Сход | США Сход | КАН Сход | ЯПО | -     | 0    |